# Retiro rhombifer
Retiro rhombifer là một loài nhện trong họ Amaurobiidae.
Loài này thuộc chi Retiro. Retiro rhombifer được Eugène Simon miêu tả năm 1906.